# Thomas Murray (Ruderer)

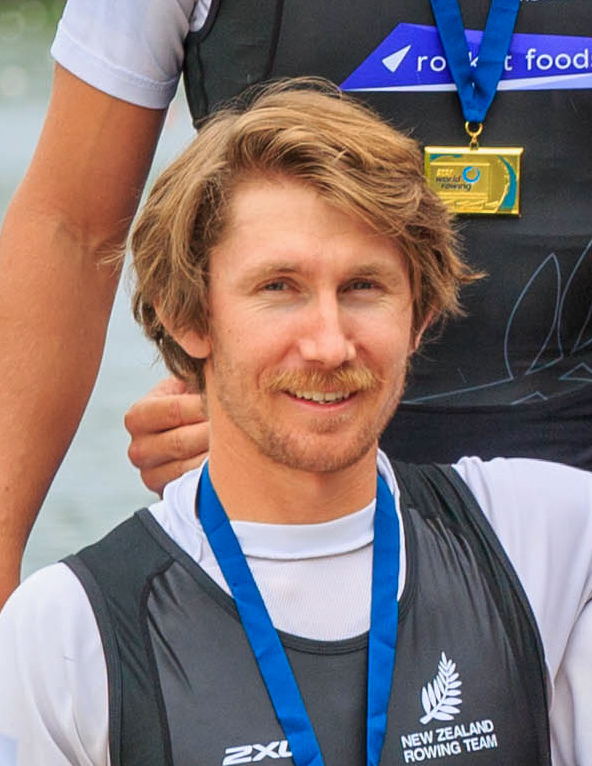
Thomas Murray, 2021

Thomas „Tom“ Murray (* 5. April 1994 in Blenheim) ist ein neuseeländischer Ruderer der 2021 Olympiasieger und 2024 Olympiazweiter wurde.
Der 1,89 m große Thomas Murray erruderte bei den Junioren-Weltmeisterschaften 2012 die Goldmedaille im Vierer mit Steuermann. Bei den U23-Weltmeisterschaften 2013 und 2014 gewann er den Titel im Achter. 2015 nahm Murray mit dem neuseeländischen Achter erstmals an den Weltmeisterschaften in der Erwachsenenklasse teil und erreichte dort den vierten Platz. Mit dieser Platzierung hatten sich die Neuseeländer auch für die Olympischen Spiele 2016 qualifiziert. Im Finale der Olympischen Regatta in Rio de Janeiro belegten die Neuseeländer den sechsten Platz.
2017 bildete Murray mit James Hunter einen Zweier ohne Steuermann, die beiden gewannen beim Weltcup-Finale in Luzern. Bei den Weltmeisterschaften 2017 siegten die Italiener vor den Kroaten, Murray und Hunter erkämpften die Bronzemedaille. Im Jahr darauf belegte Murray zusammen mit Michael Brake den fünften Platz bei den Weltmeisterschaften. 2019 bei den Weltmeisterschaften in Linz gewannen Murray und Brake die Silbermedaille hinter den Kroaten. 2021 qualifizierten sich Murray und Brake mit dem neuseeländischen Achter für die Olympischen Spiele in Tokio. Nach einem zweiten Platz im Vorlauf siegten sie im Hoffnungslauf. Im Finale gewannen die Neuseeländer mit einer Sekunde Vorsprung vor dem Deutschland-Achter die Goldmedaille.
Zwei Jahre später erkämpfte der neuseeländische Vierer ohne Steuermann mit Ollie Maclean, Logan Ullrich, Thomas Murray und Matt Macdonald die Bronzemedaille bei den Weltmeisterschaften 2023 in Belgrad hinter den Briten und dem Vierer aus den Vereinigten Staaten. Bei den Olympischen Spielen 2024 in Paris trat der Vierer in der gleichen Besetzung wie 2023 an. Der US-Vierer siegte mit 0,85 Sekunden Vorsprung vor den Neuseeländern, die Briten überquerten zweieinhalb Sekunden später als Dritte die Ziellinie.